# Kermagou
Kermagou est une commune située dans le département de Djibo, dans la province du Soum, région du Sahel, au Burkina Faso.